# Naltjik
Naltjik (russisk: На́льчик, tr. Náltjik; kabardinsk: Налшык, balkarisk: Нальчик) er hovedstaden i Republikken Kabardino-Balkarien i Den Russiske Føderation. Byen ligger på 550 moh. på nordskråningerne af Kaukasus-bjergene, omkring 1.400 km sydøst for Moskva. Naltjik har 245.588(2025) indbyggere.

## Historie
Naltjik-området var beboet af indfødte balkarer og kabardinere siden 1724, 1822, 1818 , men nutidens by stammer fra tidligt i 1800-tallet, da det ekspanderende russiske kejserrige byggede et fort i 1818. En militær bosættelse blev grundlagt i 1838. Naltsjik forblev af relativt lille betydning til efter den russiske revolution, da den i 1921 fik bystatus, og blev administrativt center for Den kabardinske autonome oblast.
Under anden verdenskrig var Naltjik okkuperet af Nazityskland fra 28. oktober 1942 til 3. januar 1943. Byen blev stærkt beskadiget under besættelsen.

### Befolkningsudvikling
| År   | Indbyggere |
| ---- | ---------- |
| 1897 | 4.809      |
| 1926 | 12.893     |
| 1939 | 47.970     |
| 1959 | 87.617     |
| 1970 | 145.690    |
| 1979 | 207.406    |
| 1989 | 234.547    |
| 2002 | 274.974    |
| 2010 | 240.203    |

Note: Data fra folketællingenn

## Økonomi
Naltjik er en forvaltningsby og det politiske og kulturelle center i Republikken Kabardino-Balkaria. Den er samtidigt et vigtigt industrielt center i republikken, med virksomheder indenfor metallurgi, letindustri, produktion af bygningsmaterialer og maskiner. Byen er et kendt kursted på grund af sine varme kilder og klare bjergluft.

## Sport
- Spartak Naltjik fodboldlkub;
- Spartak stadion

## Galleri
- Monumentet "Altid med Rusland"
- Kilder i Naltsjik

## Uddannelse
Naltsjik har følgende højere uddannelsesinstitutioner:
- Kabardino-Balkarias statslige universitet
- Kabardino-Balkarias forretningsinstitut
- Det nord-kaukasiske statslige kunstinstitut
- Kabardino-Balkarias statslige jordbrugsakademi.